# Senecio chrysocomoides
Senecio chrysocomoides là một loài thực vật có hoa trong họ Cúc. Loài này được Hook. & Arn. miêu tả khoa học đầu tiên năm 1841.